# خجوها
خجوها (نام علمی: Calendulauda) نام یک سرده از تیره چکاوک است.

## گونه‌ها
- چکاوک حبشی،  Calendulauda alopex
- چکاوک زرد حنایی،  Calendulauda africanoides
- چکاوک سینه‌صورتی،  Calendulauda poecilosterna
- چکاوک سابوتا،  Calendulauda sabota
- چکاوک کارو،  Calendulauda albescens
- چکاوک خاکریز،  Calendulauda erythrochlamys
- چکاوک بارلو،  Calendulauda barlowi
- چکاوک سرخ،  Calendulauda burra